# J. T. Meirelles
João Theodoro Meirelles, plus connu sous le nom J. T. Meirelles ou simplement Meirelles, né le 10 octobre 1940 à Rio de Janeiro où il est mort le 3 juin 2008, est un saxophoniste et flutiste brésilien. Il est l'un des principaux noms du style Samba jazz avec, entre autres, Sérgio Mendes, Luiz Eça, Edison Machado, Manfredo Fest et Luís Carlos Vinhas,.

## Biographie
Meirelles est né en 1940 à Rio de Janeiro, au Brésil, et a commencé ses études musicales à 8 ans. Il est diplômé de la Berklee College of Music, à Boston (Massachusetts) et se produit dès 1957 en jouant dans le groupe de João Donato, à Rio de Janeiro. Il rejoint le pianiste Luís Loy lorsqu'il s'installe à São Paulo.
De retour à Rio de Janeiro en 1963, Meirelles fonde le groupe Meirelles e Os Copa 5, composé de Manuel Gusmão (basse), Luís Carlos Vinhas (piano), Dom Um Romão (batterie) et Pedro Paulo (trompette). Le groupe devient l'un des principaux groupes de samba-jazz. Cette même année, Meirelles arrange la chanson Mas que nada, premier hit de Jorge Ben. La chanson est acclamée et il est invité par Companhia Brasileira dos Discos (aujourd'hui Universal Music) pour travailler comme l'un de leurs musiciens.
Un an plus tard, en 1964, Meirelles e Os Copa 5 enregistre leur premier album O Som qui est suivi un an plus tard par O novo som. La formation du groupe évolue : Roberto Menescal (guitare acoustique), Waltel Branco (guitare électrique), Edison Machado (batterie), Eumir Deodato (piano) et Manoel Gusmão (basse).
De 1965 à 2002, Meirelles n'a enregistré aucun autre album, mais a interprété de nombreux titres. De 1964 à 1975, il travaille comme musicien, chef d'orchestre, arrangeur et producteur musical pour Odeon et devient directeur artistique pendant deux ans. En 1965, il rejoint le Rede Globo Orchestra et le Big band Jazz et arrange des chansons pour le Festival Internacional da Canção, organisé par TV Globo. Il a également participé au Festival de Jazz de Berlin, en 1966, et au spectacle d'ouverture de Canecão, une célèbre salle de concert à Rio de Janeiro, en 1967.
Meirelles emménage en Europe en 1975 où il vit trois ans. Pendant cette période, il joue dans de nombreux orchestres et groupes. Il a joué pendant quatre mois au Mikonos Jazz Club, en tant que membre du Grupo Stress, également composé par Márcio Montarroyos, Laércio de Freitas, Luizão Maia (en) et Pascoal Meirelles.
De retour au Brésil, il enseigne la musique et continue de travailler comme arrangeur et chef d'orchestre. Il prend part au Festival da Canção, organisé par TV Tupi et à MPB Shell, organisé par TV Globo.
En 2001, Dubas Record réédite les albums du groupe Meirelles e Os Copa 5. Un an plus tard, le groupe se reforme et enregistre plusieurs albums,,.
Meirelles meurt en 2008 à 67 ans des suites de problèmes d'estomac. Son corps est inhumé le jour suivant au cimetière de Catumbi. Quelques musiciens notables, tels qu'Osmar Milito et Nivalo Ornelas, ont assisté à ses funérailles.

## Discographie
- 1964 : O Som (Meirelles e Os Copa 5)
- 1965 : O Novo Som
- 1969 : Tropical (avec Meireles e Os Copa 7)
- 2002 : Samba Jazz!! (en)
- 2005 : Esquema Novo